# Buddhista szocializmus
A buddhista szocializmus egy politikai ideológia, amely a szocializmust pártolja buddhista elvek alapján. Mind a buddhizmusban és a szocializmusban a szenvedés megszüntetését szeretnék elérni úgy, hogy elemzik a feltételeit és eltávolítják az okokat. Mindkettőben a személyes tudatosság átalakítása szerepel (az egyikben spirituális, a másikban politikai) az emberi elidegenedés és önzőség megszüntetése érdekében.
A buddhista-szocialistaként jellemzett személyek közé tartozik Buddhadásza Bhikkhu, Bhímráo Rámdzsí Ámbédkar, Han Jong-un, Szeno’o Giró, U Nu és Norodom Szihanuk.
Bhikkhu Buddhadaszának tulajdonítják a "Dhammikus szocializmus" kifejezést. Úgy vélte, hogy a szocializmus egy természetes állapot, mivel minden dolog együtt létezik egy rendszerben.
|  | „Nézzük meg a madarakat: láthatjuk, hogy csak annyit esznek, amennyit a hasuk elbír. Annál többjük nincs, mivel nincsenek magtáraik. Nézzük meg a hangyákat és a bogarakat: ők csak ennyire képesek. Nézzük a fákat: a fák csupán annyi táplálékot és vizet szívnak fel, amennyit a törzsük tárolni képes, annál többet nem képesek befogadni. Emiatt egy olyan rendszer, amelyben az emberek nem rondíthatnak bele mások jogaiba és nem rabolják el mások tulajdonát, teljesen természetes és a természettel harmóniát képez.” |
|  | |

Han Jong-un úgy vélte, hogy a buddhizmus legfőbb elve az egyenlőség. Egy 1931-es interjúban Jong-un arról beszélt, hogy szeretné feltérképezni a buddhista szocializmust.
|  | „Jelenleg úgy tervezem, hogy írni fogok a buddhista szocializmusról. Ahogy létezik keresztényszocializmus a kereszténységben, úgy létezik buddhista szocializmus is a buddhizmusban.” |
|  | |

Tendzin Gyaco, a 14. dalai láma a következőket mondta:
Az összes modern gazdasági elmélet közül a marxizmus épül morális elvekre, míg a kapitalizmust főleg a növekedés és a jövedelmezőség érdekli. (…) Számomra a Szovjetunió korábbi rendszerének bukása nem a marxizmus bukása volt, hanem a zsarnokságé. Emiatt még mindig félig marxistának, félig pedig buddhistának tartom magam.

## Külső hivatkozások
- Dhammikus szocializmus, buddhista reakció a társadalmi szenvedésre.